# Magneuptychia gera
Espèce
Magneuptychia gera est une espèce d'insectes lépidoptères (papillons) de la famille des Nymphalidae, de la sous-famille des Satyrinae et du genre Magneuptychia.

## Dénomination
Magneuptychia gera a été décrit par William Chapman Hewitson en 1850 sous le nom initial
 d'Euptychia gera.

### Sous-espèces
- Magneuptychia gera gera ; présent au Brésil
- Magneuptychia gera nobilis (Weymer, 1911) ; présent au Brésil
- Magneuptychia gera nortia (Hewitson, 1862) ; présent au Pérou et en Guyane[1].

## Description
Magneuptychia gera est un papillon beige clair au revers rayé d'ocre, aux ailes postérieures avec trois ocelles flous sur la face dorsale, noirs et bien marqués sur le revers.

## Écologie et distribution
Magneuptychia gera est présent au Brésil, au Pérou et en Guyane,.

### Biotope
Il réside en Amazonie.

### Protection
Pas de statut de protection particulier.